# ماهیندا راجاپاکسا
ماهیندا راجاپاکسا (زبان سینهالی: මහින්ද රාජපක්ෂ) (زاده ۱۹۴۵) سیاست‌مدار سری‌لانکایی و نخست‌وزیر سری‌لانکا از آوریل ۲۰۰۴ تا نوامبر ۲۰۰۵ و رئیس‌جمهور سری لانکا از نوامبر ۲۰۰۵ تا ۹ ژانویه ۲۰۱۵ بود.
او در ۶ آوریل ۲۰۰۴ پس از پیروزی ائتلاف آزادی خلق متحد در انتخابات به نخست‌وزیری و در ۲۱ نوامبر ۲۰۰۵ پس از پیروزی در انتخابات ریاست جمهوری به ریاست جمهوری سری لانکا انتخاب شد. ماهیندا راجاپاکسا در نوامبر ۲۰۱۹ پس از پیروزی برادرش در انتخابات ریاست جمهوری سری‌لانکا بار دیگر به مقام نخست‌وزیری آن کشور رسید.
ماهیندا راجاپاکسا در جریان اعتراضات سری‌لانکا در ۲۰۲۲ که به دلیل فساد و سوءمدیریت خانواده راجاپاکسا منجر به یک بحران اقتصادی شد و سری‌لانکا را به مرز ورشکستگی کشاند مورد هدف قرار گرفت. زیرا نخستین بار در تاریخ این کشور از زمان استقلال بود که سری‌لانکا نتوانست وام‌های خود را پرداخت کند. معترضان به همین علت او را «مینا» نامیدند و خواستار استعفای او شدند. اما ماهیندا در برابر آن مقاومت کرد. در ۹ مه ۲۰۲۲ ماهیندا راجاپاکسا حامیان خود را در محل اقامت رسمی خود سازماندهی کرد و آنها با اتوبوس و به وسیله نمایندگان مجلس SLPP رهبری می‌شدند. سپس وفاداران به ماهیندا به معترضان در محل درختان معبد در گاله حمله کردند و همزمان حملاتی در مناطق دیگر به معترضان انجام شد. با این حال این تشدید اعتراضات و خشونت تلافی جویانه علیه وفاداران راجاپاکسا در سراسر جزیره اوج گرفت و ماهیندا راجاپاکسا در نهایت استعفای خود را در همان روز اعلام کرد.